# بطولة العالم لسباق الدراجات على الطريق 1981
بطولة العالم لسباق الدراجات على الطريق 1981 هي الدورة ال54 من بطولة العالم لسباق الدراجات على الطريق، أجريت في براغ، تشيكوسلوفاكيا.

## برنامج المسابقات
رجال
- سباق الطريق ضد الساعة.
- سباق الطريق ضد الساعة للفرق.

سيدات
- سباق الطريق المداري.

شبان
- سباق الطريق المداري للشبان.

## النتائج النهائية
| المسابقة              | ذهبية                  | فضية                    | برونزية                              |
| --------------------- | ---------------------- | ----------------------- | ------------------------------------ |
| الرجال                |                        |                         |                                      |
| سباق الطريق ضد الساعة | فريدي مارتينس (بلجيكا) | جوزيبي ساروني (إيطاليا) | بيرنار إينو (فرنسا)                  |
| الفريق البطل          | ألمانيا الشرقية        | الاتحاد السوفيتي        | Czechoslovakia                       |
| السيدات               |                        |                         |                                      |
| سباق الطريق المداري   | Ute Enzenauer (FRG)    | جيني لونغو (فرنسا)      | كوني كاربنتر-فيني (الولايات المتحدة) |
| شبان                  |                        |                         |                                      |
| سباق الطريق المداري   | فاز شوماخر (سويسرا)    | Oleg Chushda (أوكرانيا) | Philippe Bouvatier (فرنسا)           |